# اوکویی اونوزور
اوکویی اونوزور (انگلیسی: Okwui Enwezor؛ متولد ۲۳ اکتبر ۱۹۶۳ در کالابار)، کیوریتور، نویسنده و منتقد هنری بود. 

## زندگی‌نامه
در سال ۲۰۱۴ به عنوان بیست و چهارمین چهره قدرتمند دنیای هنر از سمت مجله آرت ریویو انتخاب شد. بعد از یک ترم تحصیل در دانشگاه نیجریه در هجده سالگی به نیویورک مهاجرت کردو در سال ۱۹۸۷ از دانشگاه نیوجرسی با مدرک کارشناسی علوم سیاسی فارغ‌التحصیل شد.
او مدرس تارخی هنر در دانشگاه کلمبیابود و به مدت چهار سال مدیر آکادمی و جانشین مدیر مؤسسه هنر سانفرانسیسکو بود. اونوزور در سال ۲۰۱۵ کیوریتور دوسالانه ونیز بود. علاوه بر این او سابقه‌ای در زمینه کیوریتوری و داوری‌های مختلف هنری بوده‌است. 
اوکویی اونوزور در ۱۵ مارس ۲۰۱۹ به علت بیماری سرطان در مونیخ درگذشت.